# Mohamed Khider
Mohamed Ali Safari El-Khider (2 gennaio 1982) è un calciatore sudanese, di ruolo difensore.

## Carriera

### Club
Ha sempre giocato in Sudan.

### Nazionale
Ha esordito con la maglia della Nazionale nel 2005.